# Gmina Huszlew
Gmina Huszlew es una gmina rural en el Distrito de Łosice, Voivodato de Mazovia, en el centro-oriente de Polonia. Su sede es el pueblo de Huszlew, que se encuentra aproximadamente a 13 kilómetros (8 millas) al sureste de Łosice y  km (millas) al este de Varsovia.
La gmina cubre un área de 117,61 kilómetros cuadrados (45,4 millas cuadradas), y a partir de 2006 su población total es de        2 976 (2 932 en 2014).

## Aldeas
Gmina Huszlew contiene las aldeas y los asentamientos de Bachorza, Dziadkowskie, Dziadkowskie-Folwark, Felin, Harachwosty, Huszlew, Juniewicze, Kopce, Kownaty, Krasna, Krasna-Kolonia, Krzywośnity, Ławy, Liwki Szlacheckie, Liwki Włościańskie, Makarówka, Mostów, Nieznanki, Sewerynów, Siliwonki, Waśkowólka, Władysławów, Wygoda, Zienie y Żurawlówka.

## Gminas vecinas
Gmina Huszlew limita con las gminas de Biała Podlaska, Leśna Podlaska, Łosice, Międzyrzec Podlaski, Olszanka y Stara Kornica.